# 公民协议 (亚美尼亚)
公民协议（缩写为ՔՊ，缩写为KP），又译公民合约，是亚美尼亚的一个中间派政党。